# 青年毛沢東の芸術彫刻

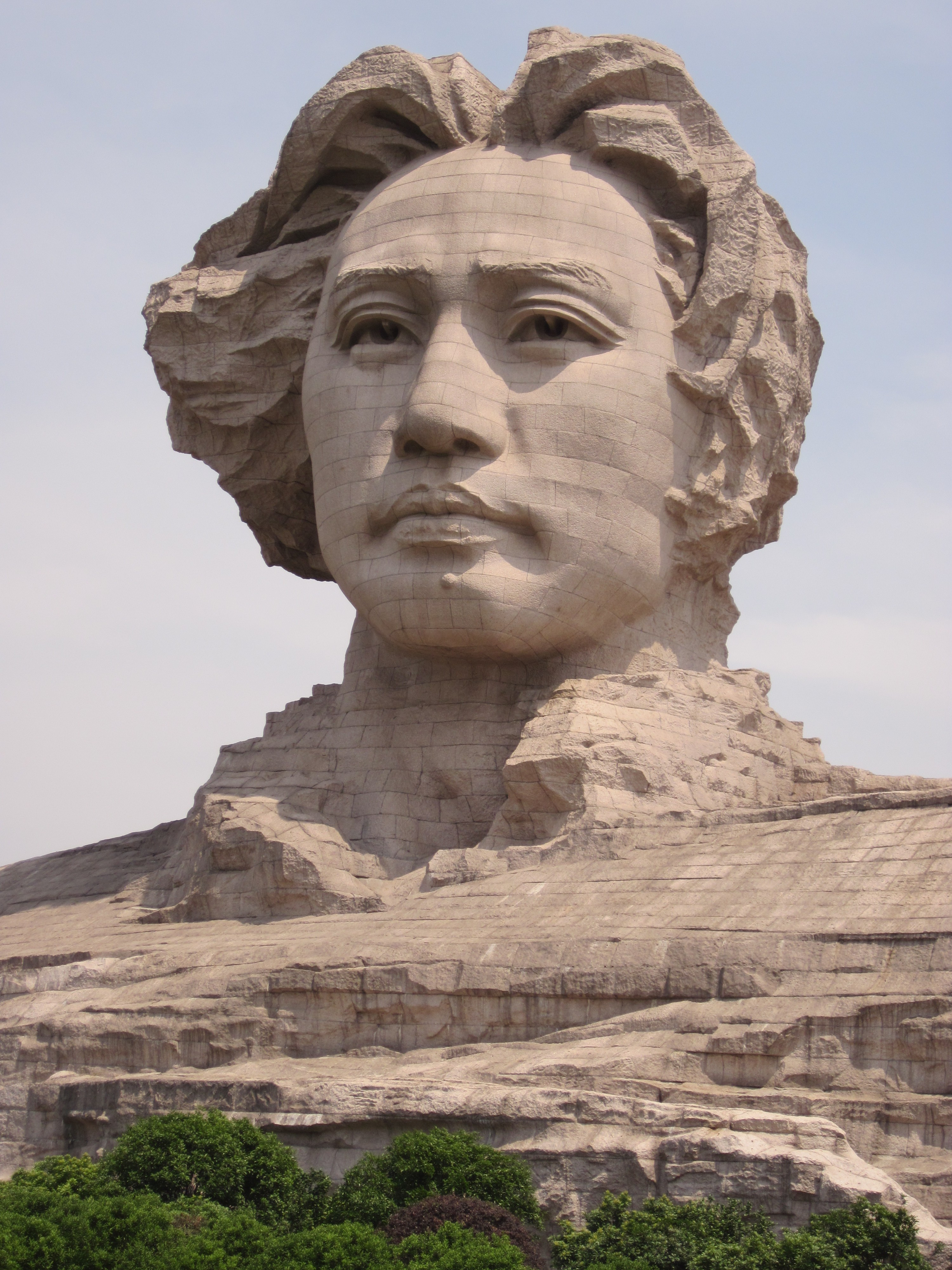
青年毛沢東の芸術彫刻

青年毛沢東の芸術彫刻（せいねんもうたくとうのげいじゅつちょうこく）は、中華人民共和国湖南省長沙市岳麓区の橘子洲にある毛沢東のコンクリート像である。湖南省政府の主導で2007年から制作開始し、2009年12月20日に公開した。像の高さは32メートルで、長さ83メートル、幅41メートル、重さは約2000トン。この像は湖南省が毛沢東の出身地であることにちなんでいる。

## 像

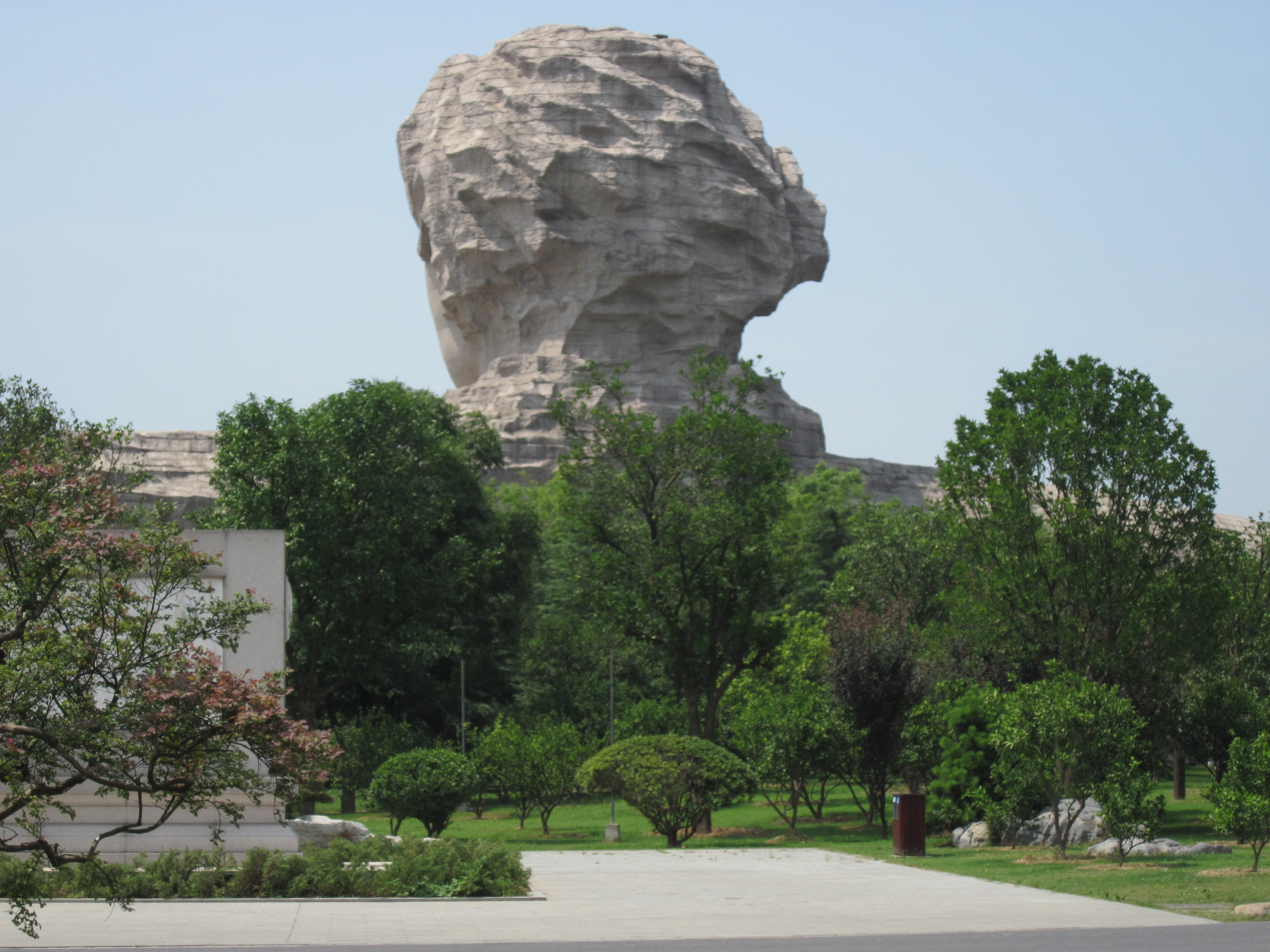
背面